# Paralimnophila (Paralimnophila) emarginata
Paralimnophila (Paralimnophila) emarginata is een tweevleugelige uit de familie steltmuggen (Limoniidae). De soort komt voor in Chili.